# Melinaea madeira
Melinaea madeira är en fjärilsart som beskrevs av Dudley Moulton 1909. Melinaea madeira ingår i släktet Melinaea och familjen praktfjärilar. Inga underarter finns listade i Catalogue of Life.